# Почтовые индексы в Норвегии

Почтовый флаг Норвегии

Почтовые индексы в Норвегии представляют собой четырёхзначные коды, известные на норвежском языке как postnummer (в буквальном смысле «почтовый номер»).

## История
С 18 марта 1968 года в Норвегии используют четырёхзначную систему почтовой индексации (postnummersystemet). Каждый год Posten Norge, норвежская почтовая служба, вносит в неё небольшие модификации. Однако в 1999 году имели место значительные изменения в почтовых индексах страны.

## Описание
Номера индексации начинаются от «00» и увеличиваются с расстоянием от столицы Осло. Наибольшие значения индексации, 95—99, соответствуют губернии Финнмарк, неподалёку от северной границы с Россией. Наименьший почтовый индекс — 0001 (Осло), наибольший — 9991 (Ботсфьорд).

## Индексы регионов
Первые два номера почтового индекса указывают на географическое положение индексируемой местности.
- 00—12 — Осло
- 13—14 — Акерсхус
- 15—18 — Эстфолл
- 19—21 — Акерсхус
- 21—25 — Хедмарк
- 26—29 — Оппланн
- 30 — Бускеруд
- 30—32 — Вестфолл
- 33—36 — Бускеруд
- 36—39 — Телемарк
- 40—44 — Ругаланн
- 44—47 — Вест-Агдер
- 47—49 — Эуст-Агдер
- 50—55 — Хордаланд
- 55 — Ругаланн
- 56—57 — Хордаланд
- 57 — Согн-ог-Фьюране
- 58—59 — Хордаланд
- 59 — Согн-ог-Фьюране
- 60—66 — Мёре-ог-Румсдал
- 67—69 — Согн-ог-Фьюране
- 70—71 — Сёр-Трёнделаг
- 71 — Нур-Трёнделаг
- 72—75 — Сёр-Трёнделаг
- 75—77 — Нур-Трёнделаг
- 77 — Сёр-Трёнделаг
- 78—79 — Нур-Трёнделаг
- 79—89 — Нурланн
- 84 — Нурланн и Тромс
- 80—99 — Ян-Майен
- 90—94 — Тромс
- 917 — Шпицберген
- 94 — Тромс и Нурланн
- 95—99 — Финнмарк